# 斉藤翠
斉藤 翠（さいとう みどり、1984年8月11日 - ）は、シー・フォルダ所属のフリーアナウンサー。

## 来歴・人物
宮崎県宮崎市出身。身長148cm。血液型はA型。
中学時代に伝える仕事を志し、放送部で大会実績のある宮崎大宮高校へ進学した。高校3年生の2002年には、NHK杯全国高校放送コンテストで「優良」となった。その後、言葉への関心から広島大学教育学部へ進学、言語文化を専攻する。
広島大学卒業後の2008年4月にエフエム徳島へアナウンサーとして入社。すぐに『T-Cross』の月・火曜日を担当するも、同年10月からは担当曜日が水・木曜日に移動、2010年3月に退社した。
2010年4月からは大学時代を過ごした広島へ戻り、NHK広島放送局の契約キャスターとなってFMラジオの『ゆうナビ』を担当していた。しかし、2011年3月末の番組終了に伴い4月より総合テレビのローカル番組『ひろもり』金曜日の「ひろもり産直市」へ担当が変わった。
2014年4月にNHKさいたま放送局へ異動し、引き続き契約キャスターを務めた。
2018年3月をもってNHKを退局し、4月からはフリーアナウンサーとしてシー・フォルダに所属する。

## 過去の担当番組
- 日刊!さいたま〜ず（NHKさいたま局）
- ひるまえ ほっと（NHK総合）
- ひろもり（NHK広島局）
- ゆうナビ（NHK広島局）
- T-Cross（エフエム徳島）
- FM徳島ニュース（エフエム徳島）